# Національний футбольний сезон
Національні футбольні сезони в країнах, де грають у футбол, відрізняються один від одного по тривалості і порами року. У більшості випадків сезон являє собою тільки одне змагання, в якому беруть участь команди, хоча бувають і випадки, коли сезон ділиться на дві частини (наприклад, система Апертура і Клаусура), що представляють собою самостійні чемпіонати.

[[Файл:Football_Season_System.PNG|thumb|250px|right|Національні футбольні асоціації Європи (УЄФА):

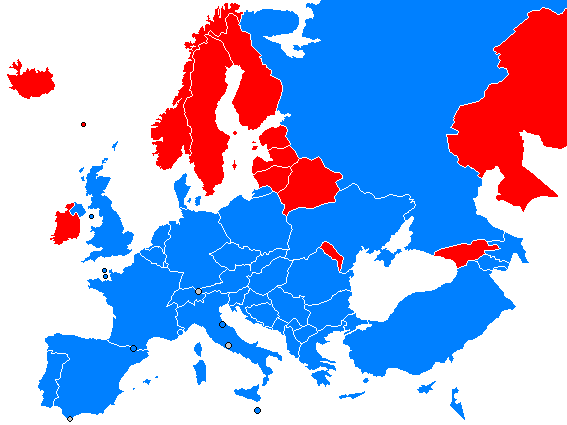
Національні футбольні асоціації Європи (УЄФА):
Застосовується система
«осінь—весна»
legend|#ff0000|Застосовується система
«весна—осінь»

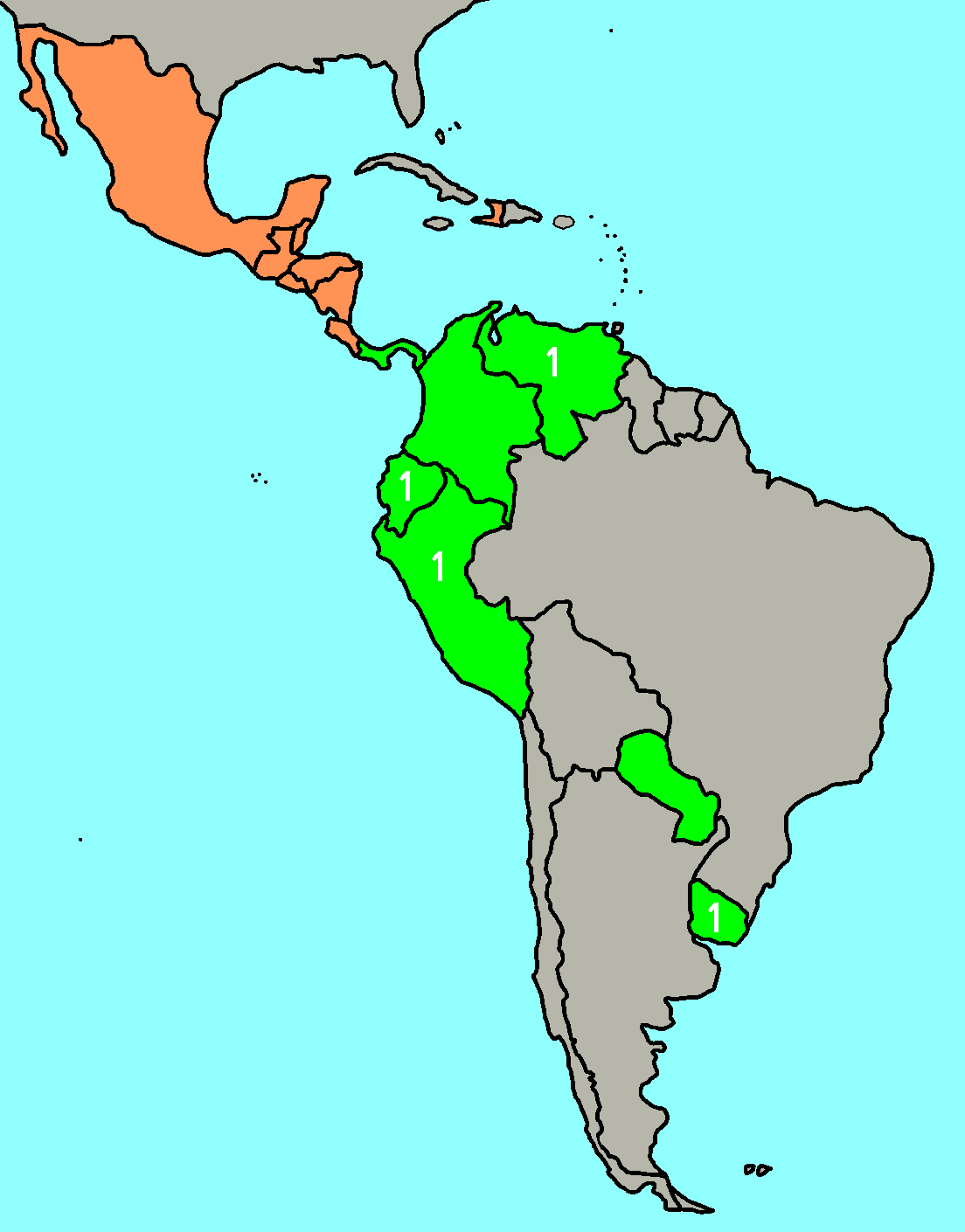
Салатовим кольором позначені країни, де Апертура і Клаусура укладаються на календарний рік; помаранчевим - з «європейською системою» осінь/весна; цифрою 1 вказані країни, де Апертура і Клаусура є лише стадіями єдиної першості

У багатьох країнах дати початку і завершення сезону диктують відкриття і закриття трансферного вікна, періоду, коли гравці можуть переходити між клубами.

## Сезони чемпіонатів

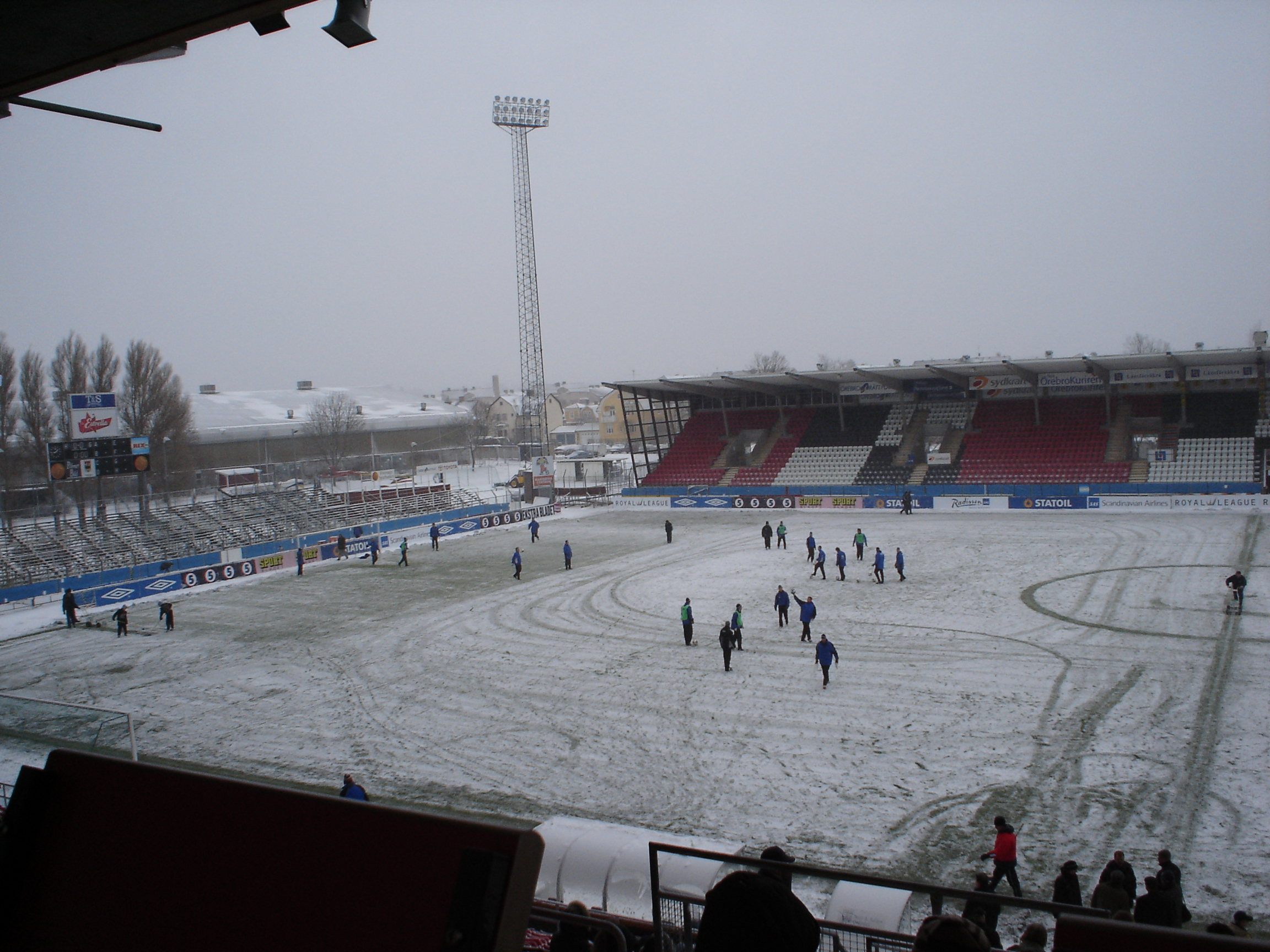
У більш холодних кліматах, як у Швеції, в сезоні обмежується погодними умовами.

### Європа
Коли не зазначено, в чемпіонаті наявна різдвяно-новорічна пауза
- Прем'єр-ліга Англії і Прем'єршип: середина серпня — початок травня (зимова перерва у Шотландії)
- Ліга 1: початок серпня — кінець травня (раніше з середини липня до початку червня з місячною перервою на зимовий період)
- Бундесліга: середина серпня — початок травня (зимова перерва 1-2 місяці)
- Суперліга: серпень — квітень, плей-офф у травні
- Прем'єр-дивізіон: березень — жовтень
- Серія A: кінець серпня — кінець травня
- Ередивізі): початок серпня — кінець квітня або початок травня, до шести днів плей-оф
- Елітесеріен: березень — листопад
- Прімейра-Ліга: кінець серпня — початок травня
- Прем'єр-ліга: середина липня — початок червня (зимова перерва з середини грудня до кінця лютого).
- Прем'єр-ліга: серпень-травень (з сезону 2012–13, до того березень-грудень).
- Ла Ліга: кінець серпня — кінець травня або початок червня (перерва на Різдво та Новий рік)
- Аллсвенскан (Sweden): березень/початок квітня — кінець жовтня/початок листопада[1]. Літні перерви до 1997 року. Плей-оф у кінці жовтня-початку листопада в період з 1982 по 1992 рік.
- Суперліга: кінець серпня — середина або кінець травня (зимова перерва на місяць)

### Африка
- Прем'єр-ліга: вересень — червень
- Прем'єр-ліга: березень — листопад
- Прем'єр-ліга: жовтень — червень
- Прем'єр-ліга: вересень — червень
- Національна Футбольна Ліга: вересень — травень
- Прем'єр-Ліги (Південна Африка): серпень — травень

### Америка
- Прімера дивізіон: серпень — кінець травня/початок червня
- Серія А: травень — грудень
- Національна Прем'єр-Ліга: вересень — травень
- Ліга MX:
  - Апертура: серпень — грудень
  - Відлюдниць: січень — травень
- Про Ліга: серпень — травень
- Major League Soccer: березень — грудень

### Азія
- A-Ліга: жовтень-травень
- Суперліга: березень — жовтень
- Прем'єр-ліга: вересень — травень
- Про-ліга Перської затоки: липень — травень
- Джей-ліга 1: березень — грудень
- К-Ліга 1: березень — листопад
- Прем'єр-ліга: лютий — вересень
- Ліга Супер: лютий — жовтень
- Об'єднана футбольна ліга: січень — червень
- Саудівська професійна ліга: серпень — березень
- С.Ліга: лютий — листопад
- Прем'єр-ліга: лютий — листопад
- В.Ліга 1: січень-серпень
- Ліга 1: квітень — листопад